# Kabupaten Batang
Kabupaten Batang är ett kabupaten i Indonesien.   Det ligger i provinsen Jawa Tengah, i den västra delen av landet, 300 km öster om huvudstaden Jakarta. Antalet invånare är 761 277. Arean är 789 kvadratkilometer.
Terrängen i Kabupaten Batang är kuperad åt nordost, men åt sydväst är den bergig.